# 120-мм морська гармата BL 4.7 inch /45
120-мм морська гармата BL 4.7 inch /45 (англ. BL 4.7-inch 45-calibre naval gun) — британська корабельна гармата часів Першої та Другої світових війн. Артилерійська система BL 4.7 inch /45 була основним корабельним озброєнням ескадрених міноносців окремих типів, що перебували на озброєнні британських військово-морських сил і була єдиною казнозарядною артилерійською системою з картузим заряджанням, які встановлювалися на кораблях флоту.

## Використання

### 1918
- Лідери ескадрених міноносців типу «Фокнор»
- Лідери ескадрених міноносців типу «Торнікрофт»
- Лідери ескадрених міноносців типу «Адміралті»
- Ескадрені міноносці типу «Модифікований Торнікрофт» типу «W»
- Ескадрені міноносці типу «Модифікований Адміралті» типу «W»
- HMS Amazon (D39)
- HMS Ambuscade (D38)

### 1940
- «Містраль»
- «Ураган»
- «Енгадін»
- «Афіна»